# Ameroseius ulmi
Ameroseius ulmi es una especie de ácaro del género Ameroseius, familia Ameroseiidae. Fue descrita científicamente por Hirschmann en 1963.
Esta especie habita en Eslovaquia.